# Пино Арлаки
Ђузепе „Пино“ Арлаки (итал. Giuseppe Arlacchi; Ђоја Тауро, 21. фебруар 1951) италијански је социолог, и сматра се једним од водећих светских ауторитета на тему људске безбедности у Европском парламенту. Између 2006. и 2008. био је члан међународне комисије састављене од три стручњака, која је била у складу са Народном Републиком Кином на тему безбедности Олимпијских игара 2008. године. У 2004. као члан Европске комисије припремио је пројекат против прања новца на Косову.
Био је председик Светске асоцијације за проучавање организованог криминала. Пријатељ судије Фалконеа и Борселина, био је почасни председник Фондације Фалконе и један од чланова групе која се борила против италијанске мафије у деведесетим годинама XX века. Као саветник министрар унутрашњих послова, припремио је детаљан план за истрагу против мафије. Био је посланик Демократске партије левице у два мандата а од 1997-2002 постао је Генерални секретар Уједињених нација и директор УНДЦЦП-а. 2009 године изабран је у Европски парламент. 19. новембра 2010. године приступио је Демократској странци и напустио парламентарну групу АЛДЕ и прешао у Савез Социјалиста и Демократа.

## Биографија
Пино Арлаки је ванредни професор примењене социологије на Универзитету у Калабрији и на Цезаре Алфери у Фиренци, а гостујући професор на Колумбија Универзитету у Њујорку. Касније је постао професор у Сасарију, где је актуелни професор социологије на факултету политичких наука.
Пино Арлаки је био потпредседник дводомне комисије о мафији, али је затим 1997. поднео оставку у Сенату на позив генералног секретара Ун-а Кофи Анана, да попуни место генералног секретара извршног УНДЦП-а за борбу против дроге Уједињених нација са седиштем у Бечу.
Током Арлакијевог мандата УН-а од 1997—2002. године, производња опијума хероина у Авганистану-који је највећи произвођач на свету-скоро је достигао нулу. У истом периоду производња кокаина у Боливији смањила се драстично. Пино Арлаки је такође успоставио систем сателитског грађења илегалних усева који су спречили гајење дроге у 10 земаља.
Као изврсни директор УНДЦП-а Арлаки је предложио 1998. године Генералној скупштини Уједињених нација стратегију како би се смањила потражња и производња дроге, под називом "свет слободан од дроге". Резултати ове стратегије су проверени у марту 2009 године од стране земаља чланица УН-а за дрогу. Политичка декларација усвојена је једногласно и на крају рада је признала напредак који је овај приступ и стратегија реализовала и одлучила да је понови у наредних десет година до 2019.
Од 2008. године био је шеф одељења за међународну безбедност италијанских вредности, међутим 2010 критикује изборе Антонија Ди Пиетра и сам себе суспендује из Партије и прелази у Демократску странку и Групу Социјалиста и Демократа Европе.

## Критике
Пино Арлаки током година примио је многобројне претње због његове борбе против криминала и малверзација. Он је био заштићен од стране телохранитеља пуних 13 година , у мају 1994 године му је у јавности претио Тото Рина, шеф Коза Ностре. Током једног суђења Тото је изјавио да је прогоњен политички и дао имена три своја главна непријатеља међу којима је био и Пино Арлаки, за које је рекао "то је онај што пише књиге". 
Преведено на речник мафије то је значило претња смртном казном. Три пута Пино је био предмет непријатељства од италијанских служби безбедности.
На седници Сената 12. јула 1994 године тадашњи министар унутрашњих послова Роберто Марони открио је постојање СИСДЕ- Службе унутрашње безбедности државе, који су садржали 21 фајл намењен понаособ сваком политичару, међу којима је био и Пино Арлаки.
Четири године касније, 1996 заплењен је факс из 1993 године од стране италијанских обавештајних служби и упућен у САД са намером да онемогуће именовање Пина Арлакија као надзорника Службе безбедности за време мандата Ћампиа.
После именовања Арлакија и ОУН 1997, он је био жртва насилне медијске кампање због своје иницијативе у Авганистану што је кулминирало 2001 године, исте године у којој је Пио Помпа помоћник шефа СИСМИ, ставио Пина Арлакија на листу особа које треба „ударити са трауматичним ударцима“
Неке од критика су му биле упућене због његовог управљања Високим Коемсеријатом УН за борбу против дроге, посебно од стране представника италијанских радикала Маурицио Турко и Марко Капато, обојица присталице легализације на тржишту дроге. 
Пино Арлаки одговорио је на критике у више наврата као и на својој интернет страници, предузео је такође и правне акције против оптужитеља.
Пино Арлаки је потврдио да су избори у Азарбејџану од 9. октобра 2013 године били слободни, фер и транспарентни у супротности са тврдњама ОЦСЕ, Хјуман Рајтс и Фридом Хауз - која је подигла пуно сумње око његове процене.
Арлаки је назвао ове критике непристојне и партизанске и рекао је да његова процена о председничким изборима у Азербејџану није била лична, него се базирала на мишљењу 65 посланика из три различите делегације и више од хиљаду посматрача из 46 делегације из целог света.

## Дела
- Territorio e Società. Calabria 1750-1950, Lerici, Roma, 1978.
- Mafia, contadini e latifondo nella Calabria tradizionale. Le strutture elementari del sottosviluppo, Il Mulino, Bologna,1980.
- La mafia imprenditrice. L'etica mafiosa e lo spirito del capitalismo. Il Mulino, 1983.
- La palude e la città. Si può sconfiggere la mafia (con Nando dalla Chiesa). Mondadori, 1987.
- Droga e grande criminalità in Italia e nel mondo, Sciascia, Caltanissetta-Roma, 1988.
- Imprenditorialità illecita e droga. Il mercato dell'eroina a Verona (con Roger Lewis). Il Mulino, 1990.
- Gli uomini del disonore. La mafia siciliana nella vita di un grande pentito Antonino Calderone, Mondadori, Milano, 1992.
- Addio Cosa Nostra. La vita di Tommaso Buscetta. Rizzoli, 1994.
- Il processo. Giulio Andreotti sotto accusa a Palermo. Rizzoli, 1995:
- Schiavi. Il nuovo traffico di esseri umani. Rizzoli, Milano, 1999.
- La mafia imprenditrice. Dalla Calabria al centro dell'inferno. Il Saggiatore, 2007
- Perché non c'è la Mafia in Sardegna. Le radici di una anarchia ordinata. AM&D Edizioni, Cagliari, 2007.
- L'inganno e la paura. Il mito del grande caos. Il Saggiatore, Milano, 2009.